# Af Schultén
af Schultén är en finländsk adlig ätt av svenskt ursprung.
Ätten härstammar från Västmanlandssläkten Schultenius, till vilken hörde orientalisten Carl Schultén, som var teologie professor i Lund, och dennes bror Samuel Schulteen, som var juris professor i Åbo. Hans son Natanael Gerhard Schultén adlades 1809 med namnet af Schultén och immatrikulerades 1816 på finska riddarhuset.

## Medlemmar
- Nathanael af Schultén den yngre (1794–1860), finländsk matematiker
- Otto Reinhold af Schultén (1798–1884), finländsk ämbetsman
- Maximus af Schultén (1849–1899), finländsk kirurg
- Hugo af Schultén (1850–1891), finländsk redaktör
- August Benjamin af Schultén (1856–1912), finländsk kemist